# Edermünde

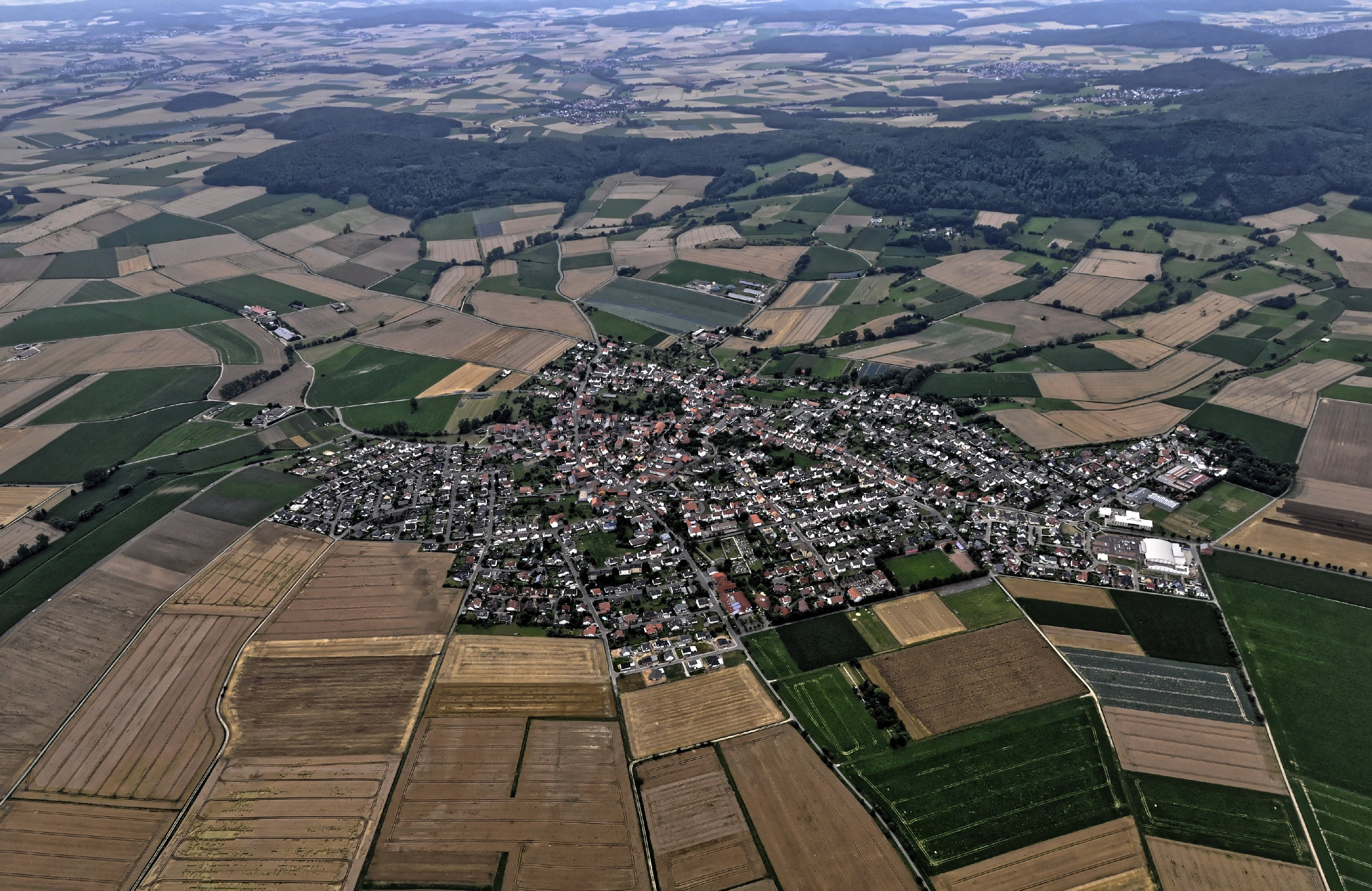
Ortsteil Besse von oben gesehen

Edermünde ist eine Gemeinde im nordhessischen Schwalm-Eder-Kreis an der Mündung der Eder in die Fulda.

## Geografie

### Lage und Ortsteile
Edermünde liegt im Norden des Schwalm-Eder-Kreises, südlich von Kassel. Die Gemeinde besteht aus den vier Ortsteilen Besse, Grifte, Haldorf und Holzhausen. Die Gemeindeverwaltung befindet sich im kleinsten – aber zentral gelegenen – Ortsteil Holzhausen.
Der Ortsteil Besse schmiegt sich an die westlich im Naturpark Habichtswald aufragenden Langenberge, Grifte liegt direkt westlich der Mündung der Eder in die Fulda, Holzhausen liegt an der Basaltkuppe Hahn, und Haldorf liegt etwas oberhalb des Edertals. Das Gemeindegebiet wird vom westlichen Eder-Zufluss Pilgerbach durchflossen. Das erste Dorfgemeinschaftshaus in Hessen wurde 1951 in Haldorf erbaut.
Der westlichste der Mittelpunkte Deutschlands liegt 2 km westlich von Besse. Verbindet man den nördlichsten Punkt Deutschlands und den südlichsten Punkt mit einer Linie und kreuzt diese mit der Linie zwischen dem östlichsten und dem westlichsten Punkt Deutschlands, dann ergibt der Schnitt diesen Mittelpunkt.

### Nachbargemeinden
Edermünde hat im äußersten Nordwesten eine kurze Grenze zur Gemeinde Schauenburg, grenzt im Norden an die Stadt Baunatal (beide im Landkreis Kassel), im Osten, mit der Fulda bzw. Eder als Grenze, an die Gemeinde Guxhagen, im Süden an die Stadt Felsberg sowie im Südwesten und Westen an die Stadt Gudensberg (alle drei im Schwalm-Eder-Kreis).

## Gemeindebildung
Im Zuge der Gebietsreform in Hessen wurde zum 31. Dezember 1971 die Gemeinde Edermünde durch den Zusammenschluss der bisherigen Gemeinden Grifte, Haldorf und Holzhausen am Hahn (amtlich: Holzhausen a. Hahn) neu gebildet. Sitz der Gemeindeverwaltung wurde Holzhausen am Hahn. Zum 1. Januar 1974 wurden Edermünd und die bis dahin eigenständige Gemeinde Besse kraft Landesgesetz zur neuen Großgemeinde Edermünde zusammengeschlossen. Es wurden keine Ortsbezirke errichtet.

## Bevölkerung
Einwohnerstruktur 2011
Nach den Erhebungen des Zensus 2011 lebten am Stichtag, dem 9. Mai 2011, in Edermünde 7268 Einwohner. Nach dem Lebensalter waren 1187 Einwohner unter 18 Jahren, 2982 zwischen 18 und 49, 1560 zwischen 50 und 64 und 1544 Einwohner waren älter. Unter den Einwohnern waren 207 (7,8 %) Ausländer, von denen 86 aus dem EU-Ausland, 99 aus anderen europäischen Ländern und 23 aus anderen Staaten kamen.  Die Einwohner lebten in 3262 Haushalten. Davon waren 888 Singlehaushalte, 979 Paare ohne Kinder und 1102 Paare mit Kindern, sowie 266 Alleinerziehende und 27 Wohngemeinschaften. In 971 Haushalten lebten ausschließlich Senioren und in 5128 Haushaltungen lebten keine Senioren.
Einwohnerstatistik
| Stadt Edermünde: Einwohnerzahlen von 2009 bis 2022 | Stadt Edermünde: Einwohnerzahlen von 2009 bis 2022 | Stadt Edermünde: Einwohnerzahlen von 2009 bis 2022 | Stadt Edermünde: Einwohnerzahlen von 2009 bis 2022 | Stadt Edermünde: Einwohnerzahlen von 2009 bis 2022 |
| -------------------------------------------------- | -------------------------------------------------- | -------------------------------------------------- | -------------------------------------------------- | -------------------------------------------------- |
| Jahr                                               |                                                    |                                                    |                                                    | Einwohner                                          |
| 2009                                               | 2009                                               |                                                    | 7.274                                              | 7.274                                              |
| 2011                                               | 2011                                               |                                                    | 7.268                                              | 7.268                                              |
| 2015                                               | 2015                                               |                                                    | 7.218                                              | 7.218                                              |
| 2020                                               | 2020                                               |                                                    | 7.321                                              | 7.321                                              |
| 2022                                               | 2022                                               |                                                    | 7.442                                              | 7.442                                              |
| Quelle(n): Statistische Berichte, Zensus 2011      |                                                    |                                                    |                                                    |                                                    |

Konfessionsstatistik
| • 1987: | 5306 evangelische (= 34,34 %), 863 katholische (= 12,8 %), 527 sonstige (= 7,8 %) Einwohner  |
| • 2011: | 4738 evangelische (= 65,2 %), 826 katholische (= 11,4 %), 1704 sonstige (= 23,4 %) Einwohner |

Am 30. Juni 2022 hatte Edermünde 53,7 % evangelische Einwohner und 10 % katholische. 36,3 % der Einwohner gehörten einer anderen Glaubensgemeinschaft an oder waren konfessionslos.

## Politik

### Gemeindevertretung
Die Kommunalwahl am 14. März 2021 lieferte folgendes Ergebnis, in Vergleich gesetzt zu früheren Kommunalwahlen:
| Gemeindevertretung – Kommunalwahlen 2021 | Gemeindevertretung – Kommunalwahlen 2021                                         |
| --- | -------------------------------------------------------------------------------- |
| Stimmenanteil in %Wahlbeteiligung 59,0 % 6050403020100 43,1 (−7,9)20,1 (−0,4)17,9 (+8,0)13,2 (−5,4)7,2 (+2,4) SPDCDUGrüneFWGBLEe20162021Anmerkungen:e Bürgerliste Edermünde | SitzverteilungInsgesamt 31 Sitze - SPD: 13 - Grüne: 6 - FWG: 4 - BLE: 2 - CDU: 6 |

| Parteien und Wählergemeinschaften | Parteien und Wählergemeinschaften           | % 2021 | Sitze 2021 | % 2016 | Sitze 2016 | % 2011 | Sitze 2011 | % 2006 | Sitze 2006 | % 2001 | Sitze 2001 |
| SPD                               | Sozialdemokratische Partei Deutschlands     | 43,1   | 13         | 51,0   | 16         | 55,0   | 17         | 60,3   | 19         | 61,3   | 19         |
| CDU                               | Christlich Demokratische Union Deutschlands | 20,1   | 6          | 20,5   | 6          | 16,3   | 5          | 19,3   | 6          | 19,8   | 6          |
| Grüne                             | Bündnis 90/Die Grünen                       | 17,9   | 6          | 9,9    | 3          | 13,9   | 4          | 7,5    | 2          | 5,2    | 2          |
| FWG                               | Freie Wählergemeinschaft Edermünde          | 13,2   | 4          | 18,6   | 6          | 14,8   | 5          | 12,9   | 4          | 13,7   | 4          |
| BLE                               | Bürgerliste Edermünde                       | 5,7    | 2          | –      | –          | –      | –          | –      | –          | –      | –          |
| Gesamt                            | Gesamt                                      | 100,0  | 31         | 100,0  | 31         | 100,0  | 31         | 100,0  | 31         | 100,0  | 31         |
| Wahlbeteiligung in %              | Wahlbeteiligung in %                        | 59,0   | 59,0       | 54,4   | 54,4       | 57,9   | 57,9       | 59,1   | 59,1       | 68,0   | 68,0       |

### Bürgermeister
Nach der hessischen Kommunalverfassung wird der Bürgermeister für eine sechsjährige Amtszeit gewählt, seit dem Jahr 1993 in einer Direktwahl, und ist Vorsitzender des Gemeindevorstands, dem in der Gemeinde Edermünde neben dem Bürgermeister ehrenamtlich ein Erster Beigeordneter und zehn weitere Beigeordnete angehören. Bürgermeister ist seit dem 1. Juli 2014 Thomas Petrich (SPD), der in der Kommunalpolitik bis dahin Vorsitzender der Gemeindevertretung war. Er wurde als Nachfolger von Karl-Heinz Färber (SPD), der nach drei Amtszeiten nicht mehr kandidiert hatte, am 16. März 2004 im ersten Wahlgang ohne Gegenkandidaten bei 35,9 Prozent Wahlbeteiligung mit 80,5 Prozent der Stimmen gewählt. Es folgte eine Wiederwahl im März 2020.
Amtszeiten der Bürgermeister
- 2014–2026 Thomas Petrich (SPD)[17]
- 1996–2014 Karl-Heinz Färber (SPD)[18]
- 1984–1996 Dieter Becker
- 1972–1984 Heinrich Rudolph

### Wappen
Das Wappen wurde am 18. November 1980 durch das Hessische Ministerium des Innern genehmigt.
Blasonierung: „Im roten Schild unter einem erhöhten silbernen Wellengöpel ein silbernes, vierblättriges Kleeblatt.“
Als Wappenbild wählte die Gemeinde eine heraldische Darstellung des Zusammenflusses von Eder und Fulda in der Form eines Wellengöpels, die vier Ortsteile der Gemeinde werden durch ein vierblättriges Kleeblatt versinnbildlicht. Als Farben wurden die hessischen Farben Rot und Weiß gewählt.
Die Gestaltung des Wappens lag in den Händen des Bad Nauheimer Heraldikers Heinz Ritt.

### Gemeindepartnerschaften
Edermünde unterhält seit 1989 eine Partnerschaft mit der Südtiroler Gemeinde Terenten.

## Kultur und Sehenswürdigkeiten

### Museen
- Heimatmuseum im Ortsteil Haldorf (im ehemaligen Hirtenhaus)
- Dorfmuseum Holzhausen im Dorfgemeinschaftshaus (Verein Kultur und Geschichte Holzhausen)

### Bauwerke
- Wehrkirchen: Evangelische Kirche in Besse und Evangelische Kirche in Grifte

### Naturdenkmäler

Basaltkuppe Hahn in Holzhausen

- Hahn: Von der Basaltkuppe Hahn (255,8 m ü. NN) in Holzhausen bietet sich ein hervorragender Blick in das Umland. Der Weg auf das Plateau wurde durch Holzhäuser Bürger in den Jahren 1999 und 2000 wiederhergestellt und ist daher gut zu erwandern.

## Verkehr
Edermünde hat im Ortsteil Grifte Anschluss an die Main-Weser-Bahn.
Das Segelfluggelände Grifte liegt etwa 4,5 km östlich des Zentrums im Ortsteil Grifte.

## Persönlichkeiten

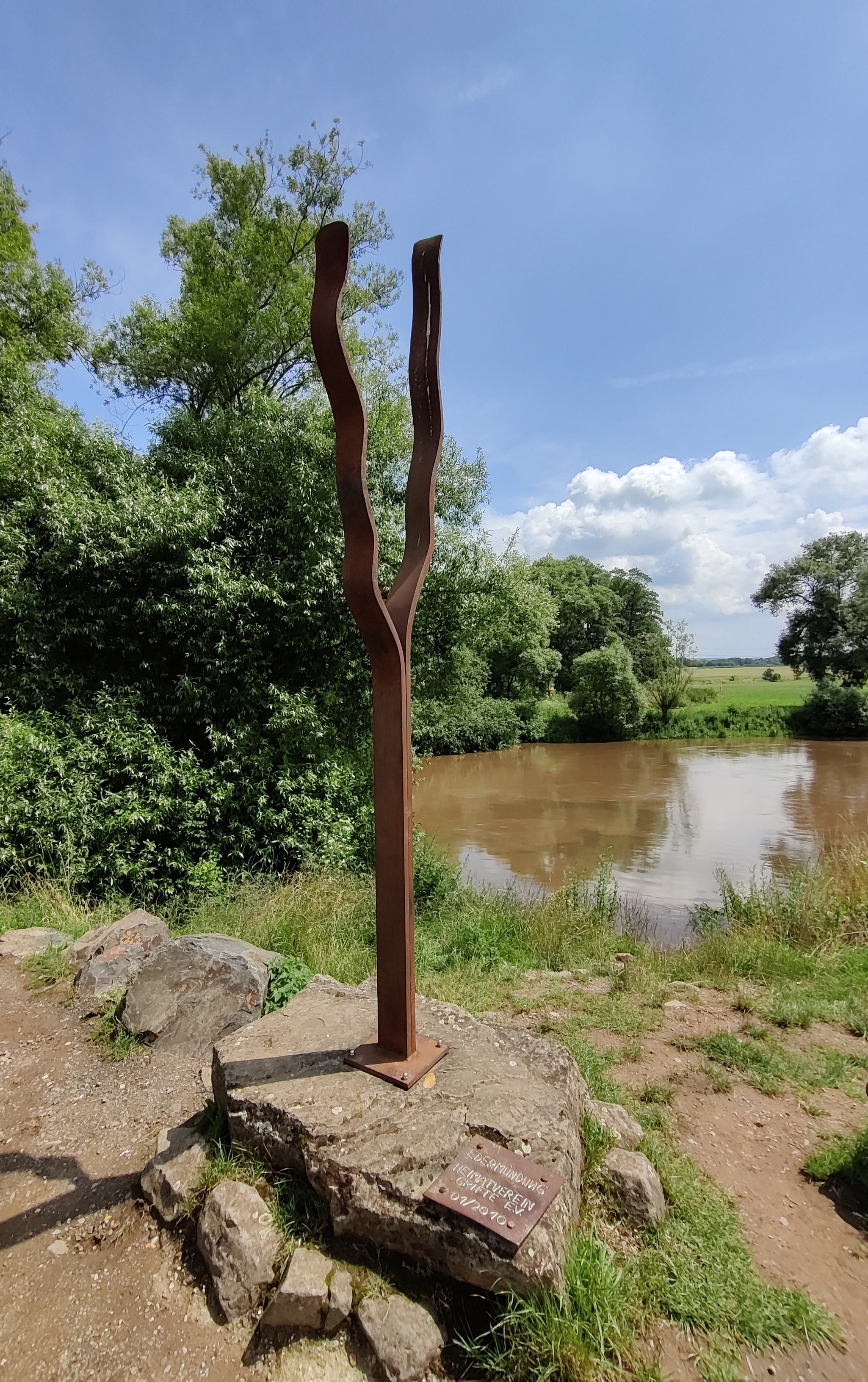
Denkmal Edermündung

### Söhne und Töchter der Gemeinde
- Ekkebrecht von Grifte  (* 1342? auf der Burg Grifte; † nach 1406), Ritter
- Fritz Scheffer (* 1899 in Haldorf; † 1979), Bodenkundler
- August Franke (* 1920 in Haldorf; † 1997), Politiker
- Willi Rausch  (* 1936; † 2015 in Besse), Politiker
- Günter Rudolph (* 1956 in Haldorf), Politiker

### Personen, die mit der Gemeinde verbunden sind
- Paul Heidelbach (1870–1954), Mundartdichter, wohnte ab 1935 hier
- Peer Schröder (1956–2019), Schriftsteller
- Ulrich Teusch (* 1958), Politikwissenschaftler, lebt hier
- Edgar Franke (* 1960), Politiker
- Rebekka Knoll (* 1988), Schriftstellerin, wuchs hier auf